# Hart Lee Dykes
Hart Lee Dykes (Bay City, 6 gennaio 1966) è un ex giocatore di football americano statunitense che ha giocato nel ruolo di wide receiver nella National Football League (NFL).
Al college giocò a football alla Oklahoma State University

## Carriera professionistica
Lageman fu scelto come 16º assoluto nel Draft NFL 1989 dai New England Patriots. Vi giocò per due stagioni, prima che la sua carriera fosse accorciata da un infortunio a una rotula e causa di un problema a un occhio riportato durante una rissa in una bar col compagno Irving Fryar nel 1990.

## Statistiche
| Ricezioni     | 83    |
| Yard ricevute | 1.344 |
| Touchdown     | 7     |